# Фудбалски савез Салвадора
Фудбалски савез Салвадора (шп. Federación Salvadoreña de Fútbol (FESFUT)) je организација која надгледа и управља фудбалом у Ел Салвадору. Налази се у главном граду државе Сан Салвадору. ФЕСФУТ је основан 1935. године, придружио се ФИФАи 1938. године, а КОНКАКАФу 1961. године, одмах након стварања организације, 1991. постала је један од оснивача УНКАФа. Савез организује активности и управља фудбалским репрезентацијама (мушкарци, жене, омладина). Под покровитељством федерације одржавају се првенства Ел Салвадора за мушкарце и жене, као и многа друга такмичења.
Дана 11. маја 2010. године, федерација је суспендована од стране ФИФАе са међународних такмичења због интервенције власти Ел Салвадора, које нису признале новоизабрано руководство ФЕСФУТа, у унутрашњим пословима фудбалске организације . ФИФА је 27. маја, узимајући у обзир да је парламент земље усвојио измене закона неопходне за решавање ситуације, укинула дисквалификацију са ФЕСФУТа .
У новембру 2010. савез је започео прву женску фудбалску лигу у Ел Салвадору. 
У септембру 2013. године, савез је наметнуо доживотну забрану за 14 чланова репрезентације земље због намештања утакмица, а још тројици играча ставио забрану на шест до 18 месеци. Играчи су оптужени за примање мита за међународне утакмице.
Генерална скупштина је 31. јула 2014. године изабрала Хорхе Алберто Кабрера Рахоа за новог председника савеза.